# Roland Schwegler
Roland Schwegler (* 3. Februar 1982 in Römerswil) ist ein ehemaliger Schweizer Fussballspieler und heutiger -trainer.

## Karriere als Spieler

### Verein
Acht Jahre lang spielte Roland Schwegler als Junior beim FC Hochdorf, bevor er als 15-Jähriger zum Rekordmeister Grasshopper Club Zürich wechselte. Ab der Saison 2000/01 spielte er regelmässig in der ersten Mannschaft, bevor er sich 2004 eine langzeitige Verletzung zuzog. Mit dem Grasshopper Club Zürich wurde er zwei Mal Schweizer Meister.
Im Juni 2007 unterzeichnete der Verteidiger einen Vertrag beim FC Luzern, mit dem er in der 2008/09 erst in den Barrage-Spielen gegen den FC Lugano den Ligaerhalt schaffte. Auch bei Luzern erhielt Schwegler regelmässige Einsätze.
Nach drei Jahren beim FC Luzern wechselte er im Jahr 2010 zum FC Vaduz, wo er im Sommer 2012 seine Spielerkarriere beendete.

### Nationalmannschaft
Schwegler absolvierte diverse Juniorenländerspiele für die Schweiz.

## Karriere als Trainer
Schwegler trainierte zwischen Juli 2014 und Juni 2019 den FC Linth 04, mit welchem er in der Saison 2017/2018 aus der 2. Liga Interregional in die 1. Liga aufgestiegen ist.
Ab Juli 2019 übernimmt er das Trainer-Amt beim SC Cham in der Promotion League.

## Erfolge
Grasshopper Club Zürich
- Schweizer Meister: 2001, 2003